# Armsjön
Armsjön är en sjö i Nordanstigs kommun och Sundsvalls kommun på gränsen mellan Medelpad och Hälsingland som ingår i Ljungan-Gnarpsåns kustområde. Sjön ligger cirka 20 km söder om Sundsvall nära Bottenhavskusten. Sjön är 20 meter djup, har en yta på 13,5 kvadratkilometer och befinner sig 64 meter över havet. Vid provfiske har bland annat abborre, braxen, gädda och löja fångats i sjön.
Sjön rinner ut i Bottenhavet.
Namnet är äldst belagt 1646. Förleden innehåller kroppsdelsbeteckningen arm, sannolikt syftande på de armliknande förgreningarna i södra delen av sjön.
På 1950-talet gjorde Dr Puke vid Uppsala universitet en kartläggning för civilförsvaret över vilka sjöar som kunde lämpa sig som dricksvattenreservoarer vid ett eventuellt kärnvapenkrig. Armsjön var den sjö i Sverige som var renast av de uppmätta sjöarna. Många använder sjöns vatten som dricksvatten / hushållsvatten utan att bli sjuka. Sjöns största djup ligger på cirka 24 meter och finns i östra änden av sjön.
Många fiskarter är inplanterade av Hushållningssällskapet, bland annat insjööring, röding och sik.
Det stora beståndet av gädda i grova dimensioner har emellertid gått hårt åt de inplanterade, små fiskarna. Vid ett tillfälle på 1980-talet planterades in 13 500 öringsyngel, även i tillflödena till sjön.

## Delavrinningsområde
Armsjön ingår i delavrinningsområde (689433-158160) som SMHI kallar för Utloppet av Armsjön. Medelhöjden är 88 meter över havet och ytan är 40,92 kvadratkilometer. Räknas de 4 avrinningsområdena uppströms in blir den ackumulerade arean 55,74 kvadratkilometer. Avrinningsområdets utflöde Galtströmmen mynnar i havet. Avrinningsområdet består mestadels av skog (60 procent). Avrinningsområdet har 13,47 kvadratkilometer vattenytor vilket ger det en sjöprocent på 32,9 procent.

## Fisk
Vid provfiske har följande fisk fångats i sjön:
- Abborre
- Braxen
- Gädda
- Löja
- Mört
- Nors
- Sik
- Öring